# Tahira Tahirova
Tahira Akbar qizi Tahirova (azéri : Tahirə Əkbər qızı Tahirova, russe : Таи́ра Акпе́р кызы́ Таи́рова), née le 7 novembre 1913 à Baýramaly et morte le 26 octobre 1991 à Bakou, est une femme politique et diplomate soviétique. 
Elle est ministre des Affaires étrangères de la république socialiste soviétique d'Azerbaïdjan de 1959 à 1983.

## Biographie
Tahira Tahirova naît en 1913 à Baýramaly, ville alors dans l'Empire russe et aujourd'hui au Turkménistan. En 1935, elle est la première femme à être diplômée de l'ADNSU, l'université de l'industrie pétrolière en Azerbaïdjan. En 1940, elle est nommée directrice de l'Institut de recherche scientifique d'Azerbaïdjan. À partir de 1942, elle travaille au Comité central du Parti communiste d'Azerbaïdjan, où elle est chargée de l'approvisionnement en pétrole de l'Armée soviétique pendant la Seconde Guerre mondiale. Elle commence à enseigner à l'Académie du pétrole en 1949 et obtient son doctorat en 1953.
À partir de 1954, Tahirova occupe divers postes de responsabilité auprès du Conseil des ministres de la RSS d'Azerbaïdjan. En 1957, elle est nommée ministre des Affaires étrangères, un poste qu'elle n'occupe cependant qu'à partir de 1959, après avoir été diplômée de l'Académie diplomatique du ministère des Affaires étrangères d'URSS. À partir de 1968, elle est entièrement engagée dans le service diplomatique de son pays. Elle œuvre à ce que davantage de diplomates azerbaïdjanais soient engagés par les services extérieurs de l'Union soviétique. Elle fait régulièrement parties des équipes diplomatiques soviétiques envoyées aux sessions de l'Assemblée générale des Nations unies. Elle dirige l'équipe de médiation envoyée par les Soviétiques pour mettre fin à la guerre Iran-Irak de 1980-1988. Elmira Gafarova lui succède au poste de ministre des Affaires étrangères de l'Azerbaïdjan.
Tahira Tahirova meurt le 26 octobre 1991, et est inhumée dans l'Allée d'honneur.

## Prix
En 1976, Tahira Tahirova reçoit l'ordre de l'Amitié des peuples pour sa contribution aux Affaires étrangères de l'URSS. Elle est aussi décorée de l'ordre du Drapeau rouge du Travail, de l'ordre de Lénine et de l'ordre de l'Insigne d'honneur à Bakou. 